# Emily Alatalo
Pour les articles homonymes, voir Alatalo.
Emily Alatalo est une actrice canadienne. 

## Biographie
Emily Alatalo est née le 12 octobre 1985
En 2012, elle tient l'un des rôles principaux dans le film lesbien Route of Acceptance.

## Filmographie

### Cinéma
- 2009 : 48 Hours in Purgatory : Véronique Villemaire
- 2010 : Dead Genesis : Jillian Hurst
- 2010 : Neverlost : Kate
- 2010 : If a Tree Falls : Laurie
- 2011 : Chasseur de Primes (Bail Enforcers (en)) : la petite amie de Hal
- 2011 : Abolition : Cindy
- 2011 : I Choose Chaos : Summer
- 2011 : Fortune Cookie Prophecies : Meg
- 2012 : Route of Acceptance : Ryan Stark
- 2013 : The Returned (en) : la journaliste
- 2014 : La maison de la terreur (The Scarehouse (en)) : Katrina Larson
- 2014 : My Ex-Ex : Sandra
- 2015 : All Hallows' Eve 2 : Kate
- 2015 : Inspiration : Samantha Kingsley
- 2015 : Alison Undone : Alison
- 2016 : Crackerhead : Hollie
- 2020 : Spare Parts : Emma
- 2022 : Beginner's Luck : Virginia

### Courts-métrages
- 2009 : Stripped! : Lacey
- 2009 : The Interview : madame Lafrance
- 2009 : Her : Elle
- 2010 : Victim: Femme Fatale : la femme
- 2010 : Until Death : Laura Stode
- 2011 : The Post-Lifers : Mary
- 2012 : Maddie & Ryan
- 2013 : The Last Halloween : Kate
- 2017 : Scraps : Jessica
- 2018 : Traeger's Day : Lauren Calder

### Télévision

#### Séries télévisées
- 2011 : Flashpoint (saison 4, épisode 16) : la collégienne #1
- 2012 : The Listener (saison 3, épisode 2) : Stéphanie Cordell
- 2012 : Beauty and the Beast (saison 1, épisode 9) : Britney McCabe
- 2014 : Warehouse 13 (saison 5, épisode 2) : Julia Helmsworth
- 2016 : 9 Days with Cambria (mini-série) : Cambria
- 2016-2017 : Swerve (12 épisodes) : Stevie
- 2022 : Workin' Moms (saison 6, épisodes 1 & 2) : Ginnie McMillan

#### Téléfilms
- 2018 : Les diamants de Noël (Christmas Catch) de Justin G. Dyck : Mack
- 2021 : Coup de foudre 100 % garanti (A Perfect Match) d'Adam Swica : Zoe Williams
- 2021 : Es-tu ma fille ? (Sinister Switch) de Christopher Redmond : Kristen
- 2022 : La princesse et le bodyguard de John Bradshaw : Alexia